# Фанодем
Фано́дем (др.-греч. Φανόδημος; не позднее 374/373 до н. э. — не ранее 330 до н. э.) — древнегреческий аттидограф и политик, отец историка Диилла. 

## Биография
О жизни Фанодема известно достаточно мало. Он родился не позднее 374/373 году до н. э., так как в 344/343 году до н. э. он был членом афинского буле. В 343/342 году до н. э. был награждён венком за службу народу. Позднее вероятно занимал пост управляющего на острове Икос, историю которого написал. Вероятно, поддержал Демосфена в его противостоянии экспансии Македонии. После битвы при Херонее в 338 году до н. э., в которой македонская армия нанесла поражение объединённым силам греческих полисов, оставался сторонником Ликурга, однако вскоре отошёл от политики и сосредоточился на религиозной деятельности. В частности, продвигал культ Амфиарая в Оропе, а также занимался организацией Пифийских игр в Дельфах в 330 году до н. э.

## Сочинения
Автор аттидографической хроники, состоявшей не менее чем из 9 книг. От хроники до наших дней сохранились лишь 27 фрагментов, самый поздний из которых относится к периоду смерти Кимона. В сохранившихся фрагментах Фанодем выступает как горячий патриот Афин, которые считал наиболее значимым из греческих полисов. Бо́льшая часть сохранившихся фрагментов относится к легендарным временам, но и здесь Фанодем выступал с позиций афиноцентризма, утверждая, в частности, что троянцы являются потомками афинских колонистов.